# MON 810
MON 810 est une lignée de maïs Bt, OGM (maïs génétiquement modifié) de la firme américaine Monsanto.

## Caractéristiques
Les maïs Bt cultivé  sont des variétés de maïs auxquelles a été ajouté un gène de la bactérie Bacillus thuringiensis (abrégé en Bt) qui produit la protéine insecticide Cry1Ab. Cet insecticide est utilisé pour tuer la Noctuelle du maïs (Sesamia nonagrioides) et la Pyrale du maïs (Ostrinia nubilalis).
Cette protéine Cry1Ab est sécrétée au sein de tous les tissus de la plante durant toute sa durée de vie. Les taux de protéine sécrétée changent toutefois en fonction du tissu végétal analysé (feuille, graine, etc.) ainsi que du stade de développement de la plante.
Dans une étude de 2009, parue dans Journal of Plant Diseases and Protection, Nguyen et Jehle ont évalué que 5,5 à 6,6 microgrammes de Cry1Ab étaient présents par gramme de tissu frais (µg/g fw) dans la feuille d’un organisme au stade de développement BBCH83 (début de la maturation des graines).

## Autorisation
La culture du maïs MON810 est autorisée dans les pays suivants : Afrique du Sud, Argentine, Brésil, Canada, Chili, Colombie, Égypte, Honduras, Japon, Paraguay, Philippines, Union européenne (toutefois dans l'Union européenne, chaque État-membre doit également donner son accord), Uruguay.
Tous ces pays, à l'exception de l'Afrique du Sud, du Chili et de l'Égypte, autorisent également son utilisation et sa transformation dans les domaines de l'alimentation humaine et animale.
En outre, les pays suivants : Australie, Mexique, Nouvelle-Zélande et Taïwan, bien qu'ils n'en autorisent pas la culture, autorisent son utilisation en alimentation humaine, tandis que la Turquie l'autorise uniquement pour l'alimentation des animaux.
En juillet 2017, l'Union européenne a renouvelé l'autorisation d'utilisation du maïs MON810 dans les produits suivants :
- aliments et ingrédients alimentaires, à l'exception du pollen,
- aliments pour animaux produits à partir de ce maïs ou consistant en ce maïs,
- produits destinés à d'autres fins que l'alimentation humaine ou animale, à l'exception de la culture.

## Poids économique et interdictions

### En Europe
Selon l'Agence France-Presse, en 2013, le seul maïs génétiquement modifié cultivé dans l'Union européenne est le MON 810 (essentiellement en Espagne et au Portugal),. Selon Inf'OGM, en 2017, deux pays européens cultivaient encore du MON810 : l'Espagne (124 227 hectares, soit une baisse de 3,8 % par rapport à 2016) et le Portugal (6 344 hectares, contre 7 070 hectares en 2016, soit une baisse de 10,3 %). En 2016, ils étaient encore quatre à en cultiver mais les agriculteurs slovaques et tchèques n'ont pas semé un seul grain de MON810 en 2017.
Le maïs MON810 de la société Monsanto est interdit à la culture dans tous les pays de l'Union européenne excepté au Portugal et en Espagne.
En France, le parlement a interdit le 5 mai 2014 la culture du maïs transgénique, après un vote du Sénat. Le Conseil d'État a rejeté la requête des producteurs de maïs et confirmé l'arrêté gouvernemental interdisant la culture du maïs génétiquement modifié MON 810.
Le 15 avril 2016, le conseil d'État annule cet arrêté. Toutefois, cet arrêté est devenu sans objet depuis la loi du 2 juin 2014 relative à l'introduction et la mise en culture de variété de maïs génétiquement modifié. L'interdit du maïs MON810 est donc toujours applicable.

### En Afrique du Sud
En Afrique du Sud, le MON810 représentait en 2008 80 % des importations de semences de maïs. En 2012, 86 % des surfaces cultivées en maïs recourraient à du maïs OGM. Toutefois le MON810 y était en déclin depuis 2007 en raison de l'apparition d'une résistance des insectes cibles à la protéine insecticide Cry1Ab. Devenu inefficace, il y est progressivement remplacé par une nouvelle variété d'OGM, le MON89034, faisant appel à des protéines insecticides différentes,Cry1A.105 et Cry2Ab.

## Études et controverses

### Effets sur la santé
La structure transgène du MON 810 diffère du plasmide conçu pour l'évaluation sanitaire de Monsanto et a changé en comparaison de la protéine Cry1Ab naturelle. Gilles-Eric Seralini et al (2007 & 2009) ont analysé une nouvelle fois les données de Monsanto à propos du MON 810 rendues disponibles après qu'une demande publique ait été formulée et montrent que cette toxine produite par le maïs OGM cause des dégâts au foie, aux reins ainsi qu'aux cœurs des rats étudiés,.
L'autorité européenne de sécurité des aliments (AESA), après avoir revu cette analyse en utilisant d'autres méthodes statistiques, conclut à l'absence de différences significatives entre les rats du groupe contrôle et ceux exposés à l'insecticide. Les méthodes statistiques utilisées par Séralini et al furent critiquées de la même façon lors de travaux ultérieurs montrants que des rats avaient développé des cancers après la consommation d'aliments génétiquement modifiés, cet article fut d'abord retiré sous la pression des industriels puis republié dans un autre journal, lors de l'affaire Seralini.

### Effets sur l'environnement: atteintes sur des populations non ciblées
Le 5 avril 2012, La Pologne annonce qu'elle interdira la culture du MON 810 sur son territoire craignant que le pollen de la souche puisse avoir un effet nocif sur les abeilles. Plusieurs autres publications montrent des effets du Cry1Ab sur des espèces non ciblées telles que certains insectes et d'autres arthropodes n'appartenant pas au groupe des lépidoptères (papillons),,,, la toxine Cry1Ab disposerait donc d'un champ d'action moins réduit qu'on ne pouvait le supposer au départ,,. Plusieurs méta-analyses démontrent déjà un effet négatif de la toxine Cry1Ab sur différents organismes non ciblés lorsque Ricroch et al. publient un article en 2010 pour tenter d'argumenter que la décision allemande d'interdire la culture du MON 810 était « injustifiée scientifiquement »,,. Ricroch et al. déclarent que les preuves substantielles citées dans leur revue sont biaisées du point de vue de la totalité de l'éco-système et que la décision de l'Allemagne aurait dû se baser sur une « approche au cas par cas » employant une liste incomplète de références. Les auteurs de cette revue critiquent également l'interdiction française prise dans des circonstances politiques dans un rapport d'actualité de l'ISB,.
En 2012, Ricroch et al sont contredits par un article scientifique de Bøhn et al., dans Environmental Sciences Europe qui pointent des failles majeures dans l'article de Ricroch et al. :  
1. La quantité de toxines utilisée lors de l'expérience sur les daphnies Daphnie magna ne sont pas présentées.
2. Des résultats essentiels sont omis de la discussion, en particulier des différences significatives de mortalité et de fécondité chez les individus exposés à l'insecticide.

En outre, seulement certaines données sélectionnées dans la littérature (celles montrant des effets négatifs) furent scrutées qualitativement alors que les études ne montrant aucun effet furent décrites uniquement quantitativement sans que leur qualité ne soit assujettie au même niveau de critique. L'effet d'un double standard quant à l'évaluation d'un risque biotechnologique fait que les personnes qui ne liront ou ne feront référence qu'à Ricroch et al. seront sérieusement mal informées par rapport à l'ensemble des autres études et à l'interdiction par l'Allemagne du maïs MON 810.
Analysant la controverse du MON 810 en Europe et particulièrement la question de la qualité des études de sûreté biologique visant à soutenir l'interdiction allemande, Wickson and Wynne mirent en lumière comment les recherches autour d'un sujet menant à prendre des décisions politiques pouvaient se retrouver différemment encadrées s'agissant des questions posées, de méthodes et d'interprétation des données et comment une fois ces études effectuées, qu'il s'agisse d'être pour ou contre la question, elles pouvaient être légitimement débattues.
Après l'interdiction française, il fut révélé par Wikileaks, lors de la révélation des télégrammes diplomatiques, que l'ambassadeur américain en France recommandait de calibrer une liste de représailles à l'encontre des pays européens réfractaires aux OGM : « we calibrate a target retaliation list that causes some pain across the EU »,,.

### Apparitions de résistance des insectes cibles
En Afrique du Sud, l'apparition d'une résistance de Busseola fusca est documentée depuis 2013.